# 施特尔卡滕
施特尔卡滕是德国石勒苏益格－荷尔斯泰因州的一个市镇。总面积2.03平方公里，总人口101人，其中男性52人，女性49人（2011年12月31日），人口密度50人/平方公里。